# آب‌انبار استاد علی
آب‌انبار استاد علی مربوط به دوره قاجار است و در اردکان، خیابان حافظ، جنب مسجد امام حسین واقع شده و این اثر در تاریخ ۱۱ مرداد ۱۳۸۴ با شمارهٔ ثبت ۱۲۶۵۱ به‌عنوان یکی از آثار ملی ایران به ثبت رسیده است.